# Vint-i-quatre
|  | Per a altres significats, vegeu «24». |

El vint-i-quatre és un nombre natural que segueix el vint-i-tres i precedeix el vint-i-cinc. S'escriu 24 en xifres àrabs, XXIV en les romanes i 二十四 en les xineses.
Ocurrències del vint-i-quatre:
- És el nombre atòmic del crom.
- És el nombre d'hores d'un dia.
- És el nombre de lletres de l'alfabet grec, tant antic com modern. Per això és el nombre de capítols de l'Odissea i de la Ilíada d'Homer.
- Un tetrahexaèdre té 24 cares[2]
- El nombre de quirats de l'or pur
- El vint-i-quatrè satèl·lit natural de Júpiter és Pasífae.
- En vint-i-quatrè és un llibre de mida igual a la vint-i-quatrena part d'un plec (de 7 a 10 cm).
- Vint-i-quatrena de cort era una comissió de vint-i-quatre ciutadans elegida per a assessorar els síndics i representants del braç reial a les Corts.

| «                                                    | Desset, divuit, dinou i un fan vint Vint-i-quatre, vint-i-quatre Vint-i-quatre i sis van trenta Trenta i quatre fa una pela | » |
| — «N°8 Un, dos, tres, quatre, cinc, sis: Cançó tonta | |   |